# Медія (Іллінойс)
Медія (англ. Media) — селище (англ. village) в США, в окрузі Гендерсон штату Іллінойс. Населення — 121 особа (2020).

## Географія
Медія розташована за координатами 40°46′10″ пн. ш. 90°49′58″ зх. д. / 40.76944° пн. ш. 90.83278° зх. д. (40.769449, -90.832651).  За даними Бюро перепису населення США в 2010 році селище мало площу 4,40 км², уся площа — суходіл.

## Демографія
Згідно з переписом 2010 року, у селищі мешкало 107 осіб у 51 домогосподарстві у складі 27 родин. Густота населення становила 24 особи/км².  Було 56 помешкань (13/км²).
Расовий склад населення:
| - 98,1 % — білих - 0,9 % — корінних американців |

До двох чи більше рас належало 0,9 %. Частка іспаномовних становила 1,9 % від усіх жителів.
За віковим діапазоном населення розподілялося таким чином: 16,8 % — особи молодші 18 років, 66,4 % — особи у віці 18—64 років, 16,8 % — особи у віці 65 років та старші. Медіана віку мешканця становила 46,7 року. На 100 осіб жіночої статі у селищі припадало 105,8 чоловіків;  на 100 жінок у віці від 18 років та старших — 97,8 чоловіків також старших 18 років.
Середній дохід на одне домашнє господарство  становив 60 760 доларів США (медіана — 58 333), а середній дохід на одну сім'ю — 63 616 доларів (медіана — 63 393). За межею бідності перебувало 12,2 % осіб, у тому числі 0,0 % дітей у віці до 18 років та 10,7 % осіб у віці 65 років та старших.
Цивільне працевлаштоване населення становило 85 осіб. Основні галузі зайнятості: транспорт — 23,5 %, будівництво — 23,5 %, освіта, охорона здоров'я та соціальна допомога — 15,3 %, виробництво — 11,8 %.